# Bettina Zimmermannová

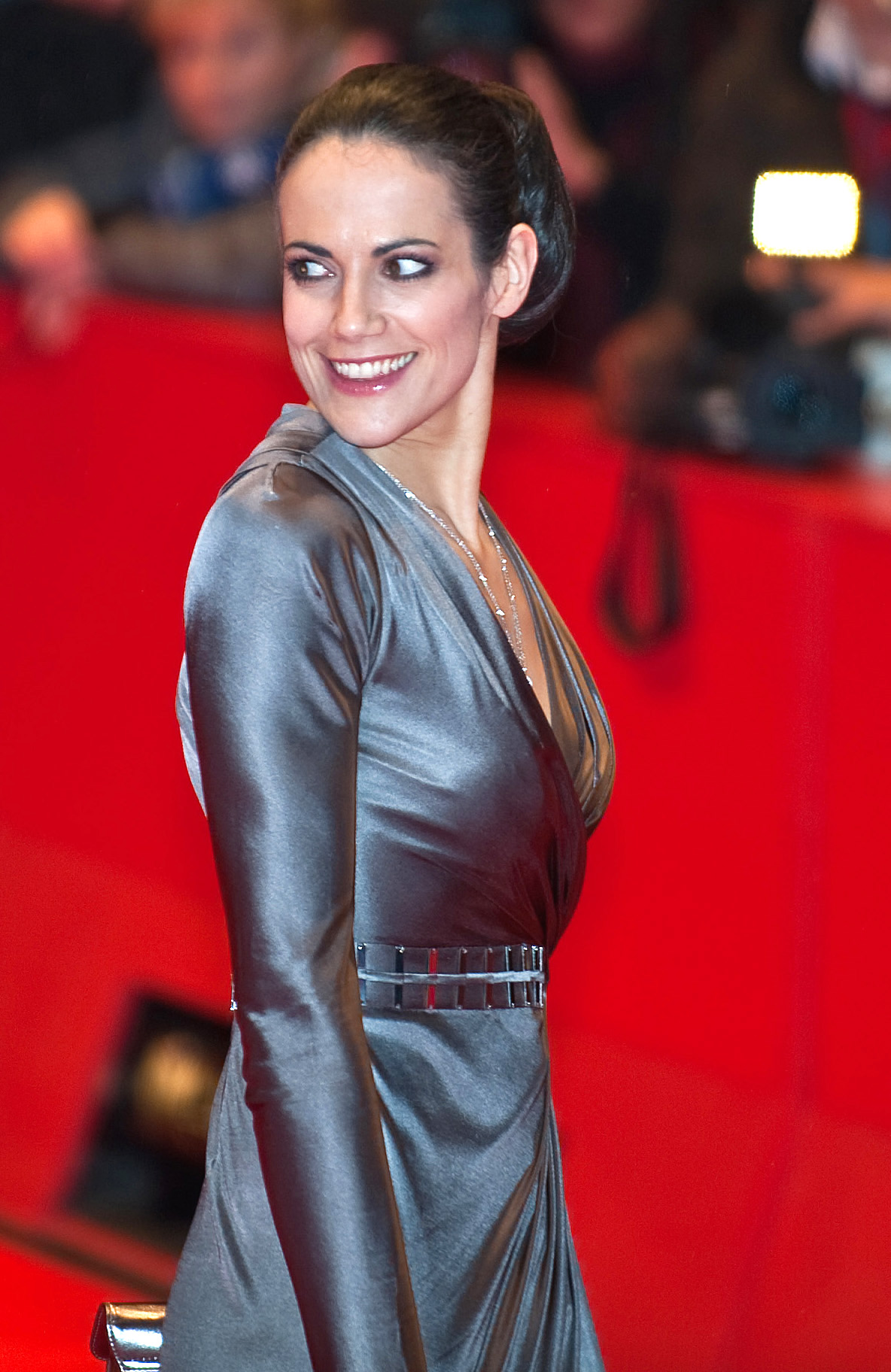
Bettina Zimmermannová na Berlínském filmovém festivalu 2010

Bettina Zimmermannová (* 31. března 1975 Großburgwedel u Hannoveru, Spolková republika Německo) je německá herečka a modelka.

## Osobní život
Narodila se v Großburgwedelu u Hannoveru. Základní školu navštěvovala v Burgwedelu a maturovala v roce 1994 na Leibnizschule v Hannoveru. Při soukromém studiu herectví v Hamburku současně pracovala jako modelka, mezi jinými zakázkami například pro firmu Vodafone. V roce 1998 debutovala v kriminální komedii Doppeltes Spiel mit Anne.
Objevovala se v televizních rolích na německých soukromých stanicích Sat. 1, RTL, stejně tak i ve veřejnoprávní ZDF. Ztvárnila rovněž několik rolí v německých televizních seriálech. V roce 2003 se objevila v populárním seriálu Kobra 11 v epizodě Pes a kočka jako Laura Andressová. Zahrála si postavu vévodkyně Angeliky v romantickém historickém snímku Hrdost a vášeň (2004), vystupovala také v dětských programech.
Je populární v německém dabingu, kde například propůjčila svůj hlas tygřici v obou dílech snímku Kung Fu Panda. V roce 2006 si zahrála ve vedlejší roli snímku Bouřlivý příliv (skutečný příběh přírodní katastrofy v Německu v roce 1962). O rok později se objevila ve vedlejší roli v italském snímku Pompeje: Zkáza. Ztvárnila hlavní role v dobrodružných filmech Šifra Karla Velikého pojednávajícím o hledání bájného pokladu Nibellungů (2008) a Kopí osudu (2010).

## Soukromý život
Mluví francouzsky, německy a anglicky. Měří 175 cm, má hnědé vlasy a tmavě hnědé oči.
Čtyři roky žila s filmovým producentem a režisérem Oliverem Berbenem. V letech 2002–2005 udržovala partnerský vztah s komikem Erkanem Mariem Moosleitnerem. V roce 2007 se stal jejím přítelem kameraman Vladimir Subotic. Do vztahu se v říjnu 2008 narodil syn Dylan. Od července 2011 žije pár odděleně. Bettina Zimmermann žije v Berlíně. V Mnichově je spolumajitelkou boutique "Amber Lounge“. Nadále se věnuje reklamě, kde natočila spoty například pro Premiere World, či Expo 2000.

## Herecká filmografie
- 1998: Doppeltes Spiel mit Anne
- 1999: Todsünden – die zwei Gesichter einer Frau
- 2000: Fisimatenten
- 2000: Schule
- 2001: Eine Hochzeit und (k)ein Todesfall
- 2001: Bronski & Bernstein
- 2001: Hledám tátu
- 2001: Pravidla úspěchu
- 2001: Who is Who
- 2001: Mondscheintarif
- 2002: Erkan & Stefan gegen die Mächte der Finsternis
- 2002: Nádoba bolesti
- 2002: Roztomilá zlodějka
- 2002: Vaya con Dios
- 2003: Triell
- 2003: Apokalypse Eis - Der Tag, an dem die Welt erfriert
- 2003: Hrdost a vášeň
- 2003: Kobra 11 (epizoda Pes a kočka)
- 2004: Den po zítřku
- 2004: Vernunft & Gefühl
- 2004: Apokalypse Eis
- 2005: Löwenzahn - Die Reise ins Abenteuer
- 2005: Die Luftbrücke – Nur der Himmel war frei
- 2005: Es war Mord, und ein Dorf schweigt
- 2005: Když tě potká láska
- 2005: Mauer des Schweigens
- 2006: Bouřlivý příliv
- 2006: Auta (hlas Sally)
- 2007: 2030 – Aufstand der Alten
- 2007: Unter Mordverdacht – Ich kämpfe um uns
- 2007: Vermisst – Liebe kann tödlich sein
- 2007: Pompeje: Zkáza
- 2007: Detektiv Cüpper
- 2008: Kung Fu Panda (hlas Tigress)
- 2008: Šifra Karla Velikého
- 2008: Mein Herz in Chile
- 2008: Ztracené město
- 2009: Osudná zastávka v Bangkoku
- 2009: 2030 – Aufstand der Jungen
- 2009: Shoot the Duke
- 2010: Kopí osudu
- 2010: Deckname Annett (dokumentární-drama)
- 2011: Die Verführung – Das fremde Mädchen
- 2011: Kung Fu Panda 2 (hlas Tigress)
- 2011: Auta 2 (hlas Sally)
- 2019: Die Jagd nach dem Bernsteinzimmer

## Ocenění
- 2002: Maxim – Woman of the year
- 2003: New Faces Award – Beste Nachwuchsdarstellerin in Erkan & Stefan gegen die Mächte der Finsternis
- 2003: Jupiter – Beste Fernsehdarstellerin in Geliebte Diebin
- 2006: Maxim – Woman of the year (Movie National)
- 2006: DIVA-Award – Beste Schauspielerin des Jahres (Jurypreis)